# تجربه بی‌خدا

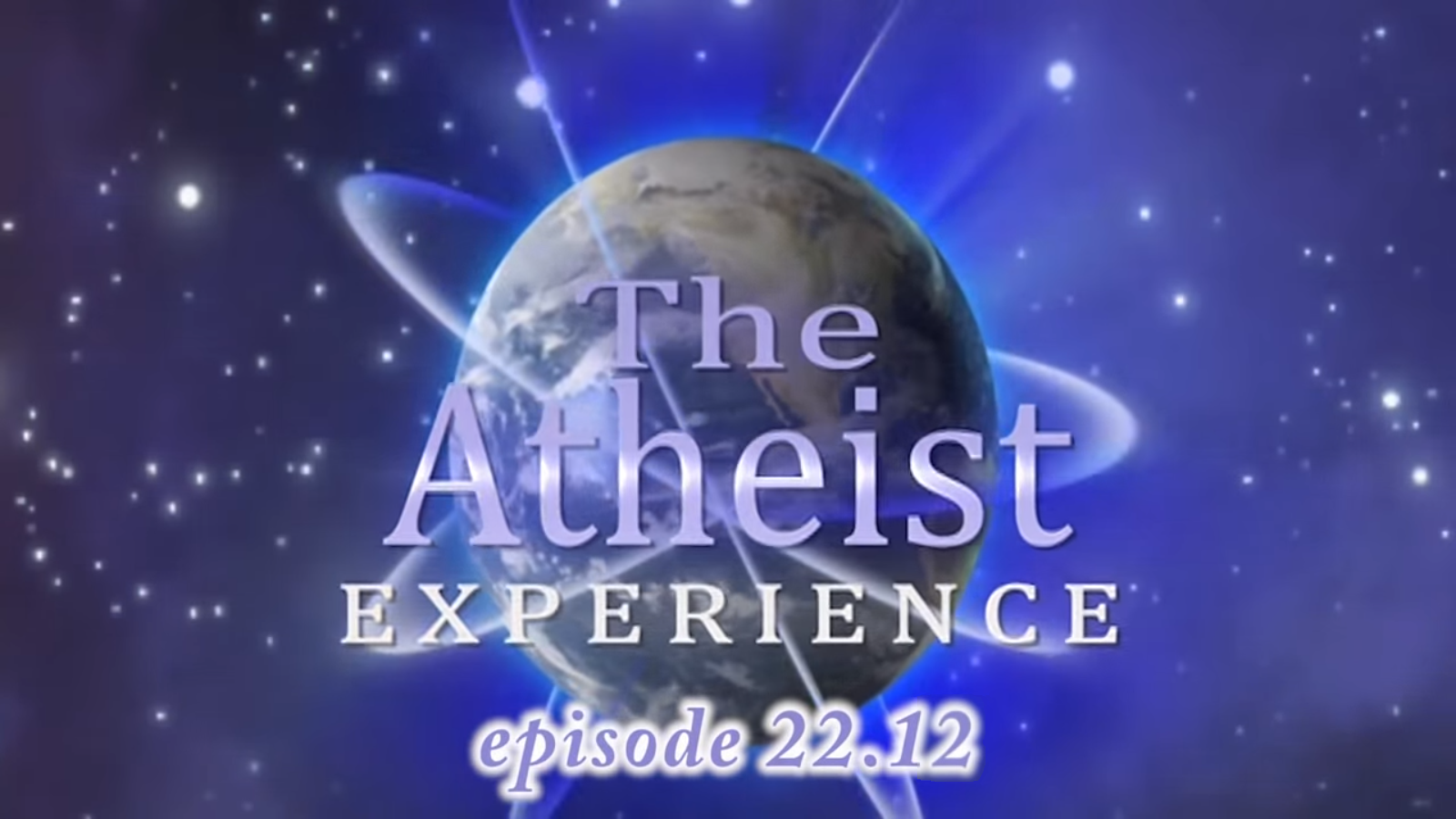
The Atheist Experience logo

تجربه بیخدا (به انگلیسی: The Atheist Experience) یک وبکست هفتگی و برنامه تلویزیون کابلی در آستین، تگزاس است. اولین برنامه در ۱۹ اکتبر ١٩٩٦ پخش شد، و تا دسامبر ۲۰۱۲، ۷۹۲ قسمت ساخته و پخش شده‌است. اکثر قسمت‌ها یک ساعته هستند. این برنامه با میزبانی چندین نفر به طور چرخشی اجرا می‌شود، از جمله مت دیلاهانتی، جف دی، تریسی هریس و جن پیپلز. موضوع برنامه‌ها اغلب جزم‌باوری دینی، اخلاقیات، فلسفه اخلاق و کاربرد روش علمی است. معمولاً یکی از دو میزبان برنامه را با موضوعات اخیر آغاز می‌کند، و سپس به تماس‌های تلفنی پاسخ داده می‌شود. اگرچه بحث و گفتگو درباره تمام موضوع‌های ادیان و بی‌خدایی آزاد است، به علت شمار زیاد تماس‌های تلفنی مسیحیان، تمرکز روی مسیحیت است.
تجربه بی‌خدا توسط جامعه بی‌خدای آستین (ACA) که یک سازمان ناسودبر مستقر در آستین، تگزاس است پخش می‌شود. از اهداف اصلی ACA ترویج بی‌خدایی مثبت‌گرا و جدایی دین از سیاست است.
کانال یوتیوب سابق TheAtheistExperience بیش از ۷۸۰۰۰ مشترک و ۱۱٬۰۰۰٬۰۰۰ بازدید دارد. آپلود برنامه در کانال یوتیوب تمام شده و برنامه‌های جدید در کانال اینترنتی blip.tv پخش می‌شوند.

## مهمان‌های قابل توجه
- دیوید سیلورمن (فعال)، رئیس بی‌خدایان آمریکایی (اپیزود #۷۰۱، ۲۰۱۱-۰۳-۲۰)
- دارل وین ری، روان‌شناس سازمانی (اپیزود #۶۴۵، ۲۰۱۰-۰۲-۲۱؛ #۶۸۶، ۲۰۱۰-۱۲-۰۵)
- ویکتور استنجر، فیزیکدان ذرات (اپیزود #۴۹۹، ۲۰۰۷-۰۵-۰۶)

## جوایز
- ابوت.کام - پادکست بی‌خدایی/ندانم‌گرایی برگزیده سال ۲۰۱۲[۲]